# Neocerdistus
Neocerdistus is een vliegengeslacht uit de familie van de roofvliegen (Asilidae).

## Soorten
- N. acutangulatus (Macquart, 1847)